# Jens Thele
Jens Thele (* 20. Dezember 1967 in Hamburg) ist ein deutscher Musikmanager, Gründer und Geschäftsführer des Musiklabels Kontor Records und des Digitalvertriebs Kontor New Media. Thele ist außerdem Gründungsmitglied der deutschen Techno-Band Scooter sowie Produzent bzw. Co-Produzent und Autor diverser Musiktitel.

## Leben
Thele war House-DJ in Hamburger Clubs und Diskotheken wie dem Trinity und Traxx. Parallel übernahm er Anfang der 90er die Filialleitung des Hamburger DJ-Schallplattenladens Tractor. 1992 wechselte er in den Vertrieb des Musikunternehmens Edel Musik, gründete dort das House-Label „Club Tools“ und nahm als A&R Manager Künstler wie Brooklyn Bounce und Celvin Rotane unter Vertrag. Des Weiteren etablierte er Compilation-Konzepte wie Trance Nation.
Im Edel-Vertrieb lernt Thele 1992 H. P. Baxxter kennen. Sie gründeten die Band Scooter und erreichten 1994 mit der Single Hyper Hyper ihren ersten kommerziellen Erfolg. Thele agiert bis heute als viertes Bandmitglied im Hintergrund und fungiert für den Act Scooter als Manager, Co-Produzent und Co-Autor.
Thele wechselte 1995 von Edel Musik zu Motor Music, einem Label der Plattenfirma Polydor. Dort nahm er u. a. die Künstler Robert Miles, Nana, DJ Sammy und die Vengaboys sowie das New Yorker Dance Label Strictly Rhythm unter Vertrag.
1997 verließ Thele Motor Music wieder, um sich mit seinem 1996 gegründeten Label Kontor Records selbständig zu machen. Der Name bezieht sich auf den bereits im Jahr davor von Thele in Hamburg eröffneten House- und Dance-Club namens Kontor. Produzenten und DJs, die im Kontor auflegten, konnten bei entsprechenden Erfolgsaussichten ihre Produktionen auf Kontor Records veröffentlichen. Seit der Gründung etablierte Jens Thele Kontor Records als international erfolgreiches Label für Dance- und Techno-Musik mit zahlreichen Hits. Seit 1998 erscheint mit Kontor Top Of The Clubs eine Dance Compilation-Reihe.
Im Jahr 2000 wurde die Edel AG Hauptanteilseigner von Kontor Records, die verbleibenden Anteile gehören u. a. Jens Thele und H. P. Baxxter. Thele blieb Geschäftsführer von Kontor Records.